# KG (album)
KG è un album in studio collaborativo dei rapper italiani Guè e Rasty Kilo, pubblicato il 30 maggio 2025 con doppia etichetta Oyster e Universal Italia.

## Descrizione
Il joint album è composto da dodici tracce, anticipato da un CD promozionale regalato durante l'ultima tappa milanese del tour di Guè al Forum di Assago e contenente la traccia Chryme Pays.

## Tracce
1. Il contatto – 3:33 (testo: Cosimo Fini, Riccardo Puggioni – musica: Matteo Giovanni Amarù, Michele Giuseppe Costanzo)
2. Crhyme Pays – 2:46 (testo: Cosimo Fini, Riccardo Puggioni – musica: Michele Giuseppe Costanzo)
3. Connor – 3:06 (testo: Cosimo Fini, Riccardo Puggioni – musica: Michele Giuseppe Costanzo)
4. Dedicated (feat. Noyz Narcos) – 3:56 (testo: Cosimo Fini, Riccardo Puggioni, Emanuele Frasca – musica: Davide Bassi)
5. Supermarket (feat. Nerissima Serpe e Papa V) – 3:15 (testo: Cosimo Fini, Riccardo Puggioni, Lorenzo Vinciguerra, Matteo Di Falco – musica: Luca Pace)
6. KG Anthem – 4:07 (testo: Cosimo Fini, Riccardo Puggioni – musica: Michele Giuseppe Costanzo)
7. Duemilatre – 2:58 (testo: Cosimo Fini, Riccardo Puggioni – musica: Michele Giuseppe Costanzo)
8. After Hourz (3 am) – 2:46 (testo: Cosimo Fini, Riccardo Puggioni – musica: Michele Giuseppe Costanzo, Pietro Miano)
9. Non sei con me (feat. Tony Boy) – 3:16 (testo: Cosimo Fini, Riccardo Puggioni, Antonio Hueber – musica: Michele Giuseppe Costanzo)
10. Rimango free (feat. Tony Effe) – 3:38 (testo: Cosimo Fini, Riccardo Puggioni, Nicolò Rapisarda – musica: Michele Giuseppe Costanzo, Pietro Miano, Kennedy William Gordy)
11. Non ci puoi avere (feat. Terron Fabio) – 2:48 (testo: Cosimo Fini, Riccardo Puggioni, Fabio Miglietta – musica: Michele Giuseppe Costanzo)
12. Bulletproof – 3:07 (testo: Cosimo Fini, Riccardo Puggioni – musica: Michele Giuseppe Costanzo)

## Successo commerciale
L'album ha debuttato alla dodicesima posizione della Classifica FIMI Album per poi risalire alla quarta posizione con l'uscita dell'album in formato fisico.

## Classifiche
| Classifica (2025) | Posizione massima |
| ----------------- | ----------------- |
| Italia            | 4                 |